# Neue Bewegung für die Zukunft
Die Neue Bewegung für die Zukunft, kurz NBZ, ist eine 1998 in Vorarlberg gegründete Arbeiterkammerfraktion. Obmann der Bewegung ist Adnan Dincer (* 1. Dezember 1968 in der Türkei). Dieser lebt seit seiner Kindheit in Vorarlberg. 

## Arbeiterkammerwahlen
Die von türkischstämmigen Einwanderern initiierte Bewegung erregte mediale Aufmerksamkeit, als sie ein Jahr nach ihrer Gründung bei ihrer ersten Stellung zur AK-Wahl in Vorarlberg 5 der 70 Sitze erreichte. Dieser Erfolg einer überwiegend von Migranten getragenen Liste stellte 1999 ein politisches Novum in Österreich dar. Auch bei den folgenden Arbeiterkammerwahlen in den Jahren 2004 und 2009 schaffte die NBZ den Einzug mit zuletzt 4 Mandataren in die Vollversammlung der Vorarlberger Arbeiterkammer.

## Landtagswahl 2009
Nachdem die NBZ bei den AK-Wahlen solche Erfolge erzielen konnte, gab es Überlegungen, auch bei der Landtagswahl in Vorarlberg 2009 als eigenständige Liste anzutreten. Dies führte im Vorfeld zu einer öffentlichen Kontroverse. Am 2. April kündigte der Obmann der Bewegung, Adnan Dincer, allerdings an, dass die NBZ nicht bei der Landtagswahl antreten werde. Dies begründete er damit, dass ein polarisierender und auf Populismus ausgerichteter „Ausländerwahlkampf“ möglichst vermieden werden sollte.
Dennoch trat die NBZ letztlich in einem Die Gsiberger genannten Bündnis gemeinsam mit vier anderen Kleingruppierungen bei der Landtagswahl an. Gemeinsames Ziel der Gruppierung war es, benachteiligten und diskriminierten Menschen in Vorarlberg eine politische Plattform zu bieten. Der NBZ-Obmann Adnan Dincer war auf der Liste der Gsiberger als Zweitgereihter platziert. Das Bündnis erhielt bei der Landtagswahl am 20. September 1,74 % der Stimmen und erreichte damit kein Mandat im Vorarlberger Landtag.

## Nationalratswahl 2017
Bei der Nationalratswahl 2017 trat die Partei in Vorarlberg an.